# سپیده‌دم (بوگرو)
سپیده‌دم (به فرانسوی: L'Aurore) که با عنوان دختری با یک سوسن نیز شناخته می‌شود، یک نقاشی رنگ روغن اثر ویلیام-آدولف بوگرو است. این اثر یکی از برجسته‌ترین آثار بوگرو است.
این اثر در موزه هنر بیرمنگام به نمایش گذاشته شده‌است.